# 谷本安美
谷本 安美（たにもと あみ、1999年11月16日 - ）は、日本の歌手、アイドル。女性アイドルグループつばきファクトリーのメンバーおよび3代目リーダー。
北海道出身。アップフロントプロモーション所属。

## 略歴
2014年
- 3月 - 8月、「モーニング娘。'14 ＜黄金(ゴールデン)＞オーディション」で合宿審査に進出するも、落選。
- 11月、ハロプロ研修生に加入。
- 11月29日・12月6日・29日、Zepp Nagoya・Zepp Tokyo・森ノ宮ピロティホールにて開催された『ハロプロ研修生 発表会2014〜11・12月の生タマゴShow!〜』にて、浅倉樹々、小野田紗栞、橋本渚、堀江葵月、小片リサ、島野萌々子、広瀬彩海、井上玲音とともに新メンバーとして紹介された。

2015年
- 4月29日、つばきファクトリーに加入することが発表された。

2017年
- 2月22日、シングル『初恋サンライズ/Just Try!/うるわしのカメリア』でつばきファクトリーとしてメジャーデビュー。

2020年
- 11月16日、1st写真集『Am1』を発売。

2023年
- 6月10日、『さよなら中野サンプラザ音楽祭』にて、つばきファクトリーのサブリーダーに就任することが発表された。

2024年
- 6月11日、3代目リーダーに就任。

## 人物
- メンバーカラーはライトパープル。
- 血液型B型。身長158 cm[10]。
- 命名の理由は、父親が夢の中で誰かに「あみってつけて」と言われ、漢字も「安美」だと言われたから[11]。
- 一人称として「みい (me)」を用いる[12]。
- つばきファクトリーで一番好きな楽曲に「低温火傷」、ハロー!プロジェクト全体では、℃-uteの「EVERYDAY YEAH! 片思い」を挙げている[11]。
- 武井咲や森川葵が好きで、芸能界に憧れてオーディションを受ける。当時、ハロー!プロジェクトのことはあまり知らず、ショッピングモールにモーニング娘。のオーディションの告知ポスターが貼られており、モーニング娘。というグループ名は知っていたため応募した。楽曲も知らなかったため、ハロプロ研修生になってから苦労したという[13]。目標の先輩は竹内朱莉（元アンジュルム）、植村あかり（元Juice=Juice）[11]。好きな先輩は、鈴木愛理（元℃-ute）。
- 北海道日本ハムファイターズのファン。2016年8月16日に札幌ドームでファイターズ対オリックスの試合を観たのがきっかけ。幼少期から周りに野球少年のいとこや友達がいたため、男子に混じって野球をするようになり、そこから野球好きになった[14]。
- おしりフェチ。やわらかさを重視し、筋肉質すぎるのは好まないという[15]。ハロプロメンバーの尻を頻繁に触っており、鈴木愛理の尻を触ったところ、鈴木からオケツマンというあだ名を付けられたという。

## 出演

### ラジオ
- つばきファクトリー 谷本安美のあんみぃボンソワ（2024年10月20日 - 、STVラジオ） - 『ボンソワ モンシュエル』の毎月第3週を担当[16]

### 舞台
- 演劇女子部 ミュージカル「サンクユーベリーベリー」（2015年10月8日 - 18日、池袋シアターグリーン BIG TREE THEATER） - 京子 役
- 演劇女子部「気絶するほど愛してる!」（2016年3月25日 - 4月3日、池袋シアターグリーン BIG TREE THEATER）[17] - タニー 役
- 演劇女子部「遙かなる時空の中で6 外伝 〜黄昏ノ仮面〜」（2019年6月6日 - 23日、サンシャイン劇場・メルパルクホール）[18] - 里谷村雨 役

### ミュージック・ビデオ
- アンジュルム「恋はアッチャアッチャ」 - 公式 アッチャアッチャ応援隊

## 書籍

### 新聞連載
- 日刊スポーツ北海道版「#love fighters」（2023年2月17日 - ）[19]

### 写真集
- Am1（2020年11月16日、オデッセー出版、撮影：岡本武志） ISBN 978-4-908643-55-2[6]

## 所属グループ・ユニット
- つばきファクトリー（2015年 - ）
- シャッフルユニット
  - ハロプロ・オールスターズ（2018年 - 2020年）